# Ferenc Juhász (politician)
Ferenc Juhász (n. 6 iulie 1960, Nyíregyháza) este un politician maghiar.
Din 1990 este membru al Partidului Socialist Maghiar (MSZP), iar din 2000 este vicepreședinte al acestui partid.
A fost Ministrul Apărării Naționale al Ungariei din 27 mai 2002 până la 9 iunie 2006.